# Liste der Baudenkmäler in Oerlinghausen
Die Liste der Baudenkmäler in Oerlinghausen enthält die denkmalgeschützten Bauwerke auf dem Gebiet der Stadt Oerlinghausen im Kreis Lippe in Nordrhein-Westfalen (Stand: Oktober 2021). Diese Baudenkmäler sind in der Denkmalliste der Stadt Oerlinghausen eingetragen; Grundlage für die Aufnahme ist das Denkmalschutzgesetz Nordrhein-Westfalen (DSchG NRW).

| Bild                               | Bezeichnung                                                          | Lage                                               | Beschreibung | Bauzeit   | Eingetragen seit | Denkmal- nummer |
| ---------------------------------- | -------------------------------------------------------------------- | -------------------------------------------------- | --- | --------- | ---------------- | --------------- |
| weitere Bilder                     | Ev. Pfarrkirche St. Alexander                                        | Oerlinghausen Hauptstraße 80a, Pfarrstraße 7 Karte | Spätgotische Hallenkirche, auf den Fundamenten einer romanischen Basilika erbaut. 1878 zur heutigen Form umgebaut. | 1511–1517 |                  | 1               |
| weitere Bilder                     | Pfarrhaus Oerlinghausen                                              | Oerlinghausen Pfarrstraße 4 Karte                  | |           |                  | 2               |
| weitere Bilder                     | Villa Kochsiek                                                       | Oerlinghausen Detmolder Straße 3 Karte             | |           |                  | 3               |
| weitere Bilder                     | Wohnhaus von Carl David Weber                                        | Oerlinghausen Detmolder Straße 4 Karte             | Wohnhaus des Unternehmers Carl David Weber, 1895 erbaut und 1897/98 um weit sichtbare Turmaufbauten erweitert. | 1895–1898 |                  | 4               |
| weitere Bilder                     | Ehemalige Weberei Carl David Weber & Co.(CEWECO)                     | Oerlinghausen Detmolder Straße 6–10 Karte          | 1838 Bau des linken Flügels. 1850 Erwerb durch Carl Weber als Wohnhaus, Lager und Kontor. Einrichtung einer Näherei im rechten Nachbarhaus. 1923 bauliche Integration des linken und rechten Flügels. | 1838      |                  | 5               |
| weitere Bilder                     | Villa Richard Müller                                                 | Oerlinghausen Detmolder Straße 20 Karte            | Die Villa wurde 1913/1914 durch den Frankfurter Architekten Hermann A. E. Kopf errichtet. Der zweigeschossige Bau wird außen durch abgetreppte Lisenen mit Mosaikverblendungen gegliedert. | 1913–1914 |                  | 6               |
| weitere Bilder                     | Wohnhaus                                                             | Oerlinghausen Detmolder Straße 22 Karte            | |           |                  | 7               |
| weitere Bilder                     | Wohn- und Geschäftshaus                                              | Oerlinghausen Detmolder Straße 23 Karte            | |           |                  | 8               |
| weitere Bilder                     | Alte Müllerburg                                                      | Oerlinghausen Detmolder Straße 24 Karte            | |           |                  | 9               |
| weitere Bilder                     | Wohnhaus                                                             | Oerlinghausen Detmolder Straße 42 Karte            | |           |                  | 10              |
| weitere Bilder                     | Antoniuskapelle                                                      | Oerlinghausen Steinbruchstraße 12 Karte            | 1922 errichtet und in den folgenden Jahren von Berthold Müller-Oerlinghausen und seiner Frau Jenny künstlerisch ausgestaltet. | 1922      |                  | 11              |
| weitere Bilder                     | Melmsche Hirsch-Apotheke (Oerlinghausen)                             | Oerlinghausen Hauptstraße 1 Karte                  | 1831 von Johann Friedrich Ernst Melm gegründet. 1931 erhielt Carl Wachsmuth die Erlaubnis, den Namen Wachsmuth-Melm zu führen. 2006 wurde die Apotheke erweitert und umgebaut. | 1831      |                  | 12              |
| weitere Bilder                     | Gaststätte Altdeutsche Bierstuben                                    | Oerlinghausen Hauptstraße 3 Karte                  | 1794 erbaut und 1861 von der Familie Georg Reuter erworben. Heute im Besitz der Apothekerfamilie Wachsmuth-Melm und von der Familie Kubus bewirtschaftet. | 1794      |                  | 13              |
| weitere Bilder                     | Gaststätte Bei Vassili                                               | Oerlinghausen Hauptstraße 9 Karte                  | Fachwerkgiebelhaus |           |                  | 14              |
| weitere Bilder                     | Wohnhaus                                                             | Oerlinghausen Hauptstraße 10 Karte                 | |           |                  | 15              |
| weitere Bilder                     | Wohnhaus                                                             | Oerlinghausen Hauptstraße 14 Karte                 | |           |                  | 16              |
| Rathaus Oerlinghausen              | Rathaus Oerlinghausen                                                | Oerlinghausen Rathausplatz 1 Karte                 | |           |                  | 17              |
| weitere Bilder                     | Wohn- und Geschäftshaus                                              | Oerlinghausen Hauptstraße 16 Karte                 | |           |                  | 18              |
| weitere Bilder                     | Backsteintraufenhaus                                                 | Oerlinghausen Hauptstraße 18 Karte                 | |           |                  | 19              |
| weitere Bilder                     | Stadthotel Oerlinghausen                                             | Oerlinghausen Hauptstraße 19 Karte                 | Das Gebäude hieß anfangs Hotel Stadt Bremen, wurde im 20. Jahrhundert das Oerlinghauser Rathaus und trägt seit 1976 den Namen Stadthotel. | 1712      |                  | 20              |
| weitere Bilder                     | Gaststätte Jägerhaus                                                 | Oerlinghausen Hauptstraße 21 Karte                 | |           |                  | 21              |
| weitere Bilder                     | Wohn- und Geschäftshaus                                              | Oerlinghausen Hauptstraße 23 Karte                 | |           |                  | 22              |
| weitere Bilder                     | Wohnhaus                                                             | Oerlinghausen Hauptstraße 25 Karte                 | |           |                  | 23              |
| weitere Bilder                     | Wohn- und Geschäftshaus                                              | Oerlinghausen Hauptstraße 30 Karte                 | |           |                  | 25              |
| weitere Bilder                     | Hauptstraße 32 (Oerlinghausen), ehemaliges Amtsgericht Oerlinghausen | Oerlinghausen Hauptstraße 32 Karte                 | |           |                  | 27              |
| weitere Bilder                     | Wohnhaus mit gewerblicher Nutzung                                    | Oerlinghausen Hauptstraße 36 Karte                 | |           |                  | 28              |
| weitere Bilder                     | Vierständer-Fachwerkhaus                                             | Oerlinghausen Hauptstraße 38 Karte                 | |           |                  | 29              |
| weitere Bilder                     | Gasthaus Nagel                                                       | Oerlinghausen Hauptstraße 43 Karte                 | |           |                  | 30              |
| weitere Bilder                     | Wohnhaus                                                             | Oerlinghausen Hauptstraße 60 Karte                 | |           |                  | 33              |
| weitere Bilder                     | Fabrikgebäude                                                        | Oerlinghausen Hermannstraße 12 Karte               | |           |                  | 34              |
| weitere Bilder                     | Wohnhaus                                                             | Oerlinghausen Jägerstraße 10-12 Karte              | |           |                  | 35              |
| weitere Bilder                     | altes Kino                                                           | Oerlinghausen Tönsbergstraße 3 Karte               | |           |                  | 36              |
| weitere Bilder                     | Ehemalige Synagoge                                                   | Oerlinghausen Tönsbergstraße 4 Karte               | Die Oerlinghauser Synagoge ist ein schlichter, durch kräftige Lisenen gegliederter Bruchsteinbau. Vermutlich ist es das dritte Gebäude an dieser Stelle, das noch vor der Reichspogromnacht im Jahr 1938 von der jüdischen Gemeinde verkauft wurde. Die Synagoge blieb weitgehend originalgetreu erhalten und dient heute als Ausstellungsraum für zeitgenössische Malerei und Plastik. | 1894      |                  | 37              |
| weitere Bilder                     | Jüdischer Friedhof                                                   | Oerlinghausen Auf dem Berge Karte                  | Der ehemalige jüdische Friedhof wurde seit dem Ende des 17. Jahrhunderts von der jüdischen Gemeinde als Begräbnisstätte genutzt und liegt wenige Meter oberhalb der Synagoge am Aufstieg zum Tönsberg. Efeubewachsene, verwitterte Grabsteine tragen in hebräischen Schriftzügen die Namen alter jüdischer Oerlinghauser Familien.                                                      |           |                  | 38              |
| weitere Bilder                     | Wohnhaus                                                             | Oerlinghausen Rathausstraße 29 Karte               | |           |                  | 39              |
| weitere Bilder                     | Mariannenstift Oerlinghausen                                         | Oerlinghausen Robert Koch Straße 19 Karte          | Das 1890 errichtete Gebäude war erstes Krankenhaus und Entbindungsheim in Oerlinghausen und gehört heute zum Ev. Altenzentrum Oerlinghausen. | 1890      |                  | 40              |
| weitere Bilder                     | Kiffestift                                                           | Oerlinghausen Robert Koch Straße 17 Karte          | Das 1888 errichtete Gebäude war das erste Altersheim in Oerlinghausen und gehört heute zum Ev. Altenzentrum Oerlinghausen. | 1888      |                  | 41              |
| weitere Bilder                     | Windmühlenstumpf (Kumsttonne)                                        | Oerlinghausen Kammweg Karte                        | Die Kumsttonne (von Kumst = Kohl) ist ein Windmühlenstumpf und ein weithin sichtbares Wahrzeichen Oerlinghausens auf dem Tönsberg in 334 Metern Höhe. Sie wurde 1751 errichtet, verlor Mitte des 19. Jahrhunderts bei einem Sturm ihre Flügel und wurde in diesem Zustand auf dem Tönsberg erhalten.                                                                                    | 1751      |                  | 42              |
| weitere Bilder                     | Kriegerehrenmal                                                      | Oerlinghausen Kammweg Karte                        | | 1930      |                  | 43              |
| weitere Bilder                     | Steinpfeiler (Vermessungspunkt)                                      | Oerlinghausen Kammweg Karte                        | | 1875      |                  | 44              |
| Löns-Denkmal südlich des Kammweges | Löns-Denkmal südlich des Kammweges                                   | Oerlinghausen Kammweg Karte                        | 1898 wanderte Hermann Löns am Standort des 1928 gesetzten Denkmals vorbei. | 1928      |                  | 45              |
| weitere Bilder                     | Hünenkapelle                                                         | Oerlinghausen Hermannsweg Karte                    | Die Hünenkapelle liegt auf dem Tönsbergrücken in der Nähe des Wanderweges A5. Von der mittelalterlichen Saalkirche innerhalb einer vorgeschichtlichen Ringwallanlage aus dem 4. Jahrhundert v. Chr. sind nur die Umfassungsmauern erhalten. Funktion und Bauzeit der Kapelle sind unbekannt.                                                                                            |           |                  | 46              |
| Gut Wistinghausen                  | Gut Wistinghausen                                                    | Währentrup Wistinghauser Straße 19/20 Karte        | Sterbehaus des Malers Friedhelm Haniel |           |                  | 47              |
| BW                                 | Huneken Hof                                                          | Währentrup Währentruper Straße 90 Karte            | |           |                  | 48              |
| weitere Bilder                     | Mausoleum Tenge                                                      | Oerlinghausen nördlich der Breslauer Straße Karte  | Standort 1 km südöstlich des Gutes Niederbarkhausen, dem Stammsitz der Familie Tenge. Es wurde 1863 in Form eines dorischen Tempels errichtet. Am Anfang des 20. Jahrhunderts erhielt das Gebäude eine niedrigere Wandelhalle mit großen Fenstern und steinernen Karyatiden. | 1863      |                  | 49              |
| weitere Bilder                     | Evangelisch-reformierte Kirche Helpup                                | Helpup Lagesche Straße 36 Karte                    | Neuromanische Kirche. Pläne von den Architekten Karl Siebold und Otto Winckler. | 1906–1907 |                  | 50              |
| weitere Bilder                     | Pfarrhaus Helpup                                                     | Helpup Lagesche Straße 34 Karte                    | Neuromanisches Pfarrhaus. Pläne von den Architekten Karl Siebold und Otto Winckler. Bruchsteinbau mit 11/2 Geschossen auf hohem Kellersockel mit zweistöckigem Fachwerkgiebel. | 1906–1907 |                  | 51              |
| weitere Bilder                     | Alter Krug                                                           | Helpup Bahnhofstraße 1 Karte                       | |           |                  | 52              |
| weitere Bilder                     | Gut Menkhausen                                                       | Lipperreihe Menkhauser Weg 1–3 Karte               | |           |                  | 53              |
| weitere Bilder                     | Bartholdskrug                                                        | Lipperreihe Hellweg 4–6 Karte                      | Der Bartholdskrug ist ein 1713 errichtetes Fachwerkhaus in Lipperreihe. Der von alten Eichen und Linden umgebene Gasthof liegt am Hellweg in Lipperreihe. Der Türsturzbalken über dem Hauseingang trägt die Inschrift: Cord Henrich Grote und seine Ehefrau Catrina Barkhausen haben das Haus lassen bauen vor ihren Sohn Barthold Anno 1713.                                           | 1713      |                  | 54              |
| weitere Bilder                     | Postamt Oerlinghausen                                                | Oerlinghausen Rathausstraße 15/15a Karte           | Roter Backsteinbau, 1905 errichtet, bis 1995 Sitz des Oerlinghauser Postamts. | 1905      |                  | 55              |
| weitere Bilder                     | Fachwerkhaus                                                         | Helpup Wellentruper Straße 2 Karte                 | |           |                  | 56              |
| weitere Bilder                     | Haus                                                                 | Oerlinghausen Rathausstraße 9 / Kinogasse Karte    | |           |                  | 57              |
| weitere Bilder                     | Wohnhaus                                                             | Oerlinghausen Rathausstraße 11 / Kinogasse Karte   | |           |                  | 58              |
| weitere Bilder                     | Wohnhaus                                                             | Oerlinghausen Rathausstraße 17 Karte               | |           |                  | 59              |
| weitere Bilder                     | Bauernhaus                                                           | Helpup Bahnhofstraße 10 Karte                      | |           |                  | 60              |
| weitere Bilder                     | Wohnhaus                                                             | Oerlinghausen Hauptstraße 80 Karte                 | |           |                  | 61              |
| weitere Bilder                     | Weberpark                                                            | Oerlinghausen Detmolder Straße 4, 6–10 Karte       | |           |                  | 62              |
| weitere Bilder                     | Langer Gottfried, ältestes erhaltenes Gebäude der Stadt              | Oerlinghausen Hauptstraße 53 Karte                 | In seiner über 400-jährigen Geschichte beherbergte das Haus u. a. einen Krug, eine Bäckerei, eine jüdische Elementarschule und von 1860 bis 1895 eine Mikwe, ein Reinigungsbad für jüdische Frauen. Nach dem Umbau im Jahr 2012 gibt es dort acht Mietwohnungen. | nach 1600 |                  | 63              |
| Gebäude                            | Gebäude                                                              | Oerlinghausen Detmolder Straße 21 Karte            | |           | 2022             |                 |